# فلات یون‌نان–گوئیژو
فلات یون‌نان–گوئیژو (به انگلیسی: Yunnan–Guizhou Plateau) یا فلات یون‌گوئی یک فلات در چین است که در جنوب‌غربی این کشور واقع شده‌است. بخش عمده این منطقه جغرافیایی در استان‌های یون‌نان و گوئیژو گسترده شده‌است. در بخش جنوب‌غربی، یون‌گوئی به شکل یک فلات واقعی با نواحی مرتفع نسبتاً هموارتر است؛ در حالی که در بخش جنوب‌شرقی به شکل ناحیه‌ای نسبتاً کوهستانی است که در تپه‌ها و تنگه‌های پیرامون آن دارای توپوگرافی کارستی است.

## جغرافیای طبیعی
فلات یون‌گوئی منطقه کوهستانی وسیعی با توپوگرافی ناهموار بوده که دارای قله‌های پر شیب کارستی و تنگه‌های عمیق است.
قله‌های مرتفع شرق تبت سرچشمه تعدای از رودهای بزرگ آسیا است که در امداد فلات یون‌گوئی به سمت شرق جاری هستند. رودهای سالوین و مکونگ به سمت جنوب جریان داشته و رود یانگ‌تسه به سمت شمال‌شرق جریان دارد. قسمت عمده بخش غربی فلات یون‌گوئی توسط رودهای نان‌پان و بیپان زهکشی می‌شود که هر دو آنها از سرشاخه‌های رود پرل به‌شمار می‌روند. بخش شرقی فلات یون‌گوئی نیز عمدتاً توسط رود وو زهکشی می‌شود که از سرشاخه‌های یانگ‌تسه است.

## آب و هوا و بوم‌شناسی
آب و هوای فلات یون‌گوئی به تدریج از جنوب‌غرب به شمال‌شرق از خشک‌تر به مرطوب‌تر تغییر می‌کند. در بخش شرقی یون‌نان مرکزی بخش‌هایی از فلات یون‌گوئی دارای اقلیم نیمه‌خشک هستند. در بخش اعظم گوئیژو اقلیم نیمه‌گرمسیری مرطوب وجود دارد. فلات یون‌گوئی با جنگل‌های همیشه‌سبز گرمسیری در بخش اعظم قسمت یون‌نان و جنگل‌های ترکیبی گرمسیری در قسمت گوئیژو پوشیده شده‌است.